# Mahīshādal
Mahīshādal är en ort i Indien.   Den ligger i distriktet Purba Medinipur och delstaten Västbengalen, i den östra delen av landet, 1 300 km sydost om huvudstaden New Delhi. Mahīshādal ligger 7 meter över havet och antalet invånare är 17 988.
Terrängen runt Mahīshādal är mycket platt. Havet är nära Mahīshādal åt nordost. Runt Mahīshādal är det mycket tätbefolkat, med 1 221 invånare per kvadratkilometer. Närmaste större samhälle är Haldia, 19,2 km sydost om Mahīshādal. Trakten runt Mahīshādal består till största delen av jordbruksmark.